# La Poterie-Cap-d'Antifer
La Poterie-Cap-d'Antifer är en kommun i departementet Seine-Maritime i regionen Normandie i norra Frankrike. Kommunen ligger i kantonen Criquetot-l'Esneval som tillhör arrondissementet Le Havre. År 2022 hade La Poterie-Cap-d'Antifer 456 invånare.

## Befolkningsutveckling
Antalet invånare i kommunen La Poterie-Cap-d'Antifer
| Referens: INSEE |